# 探偵はBARにいる

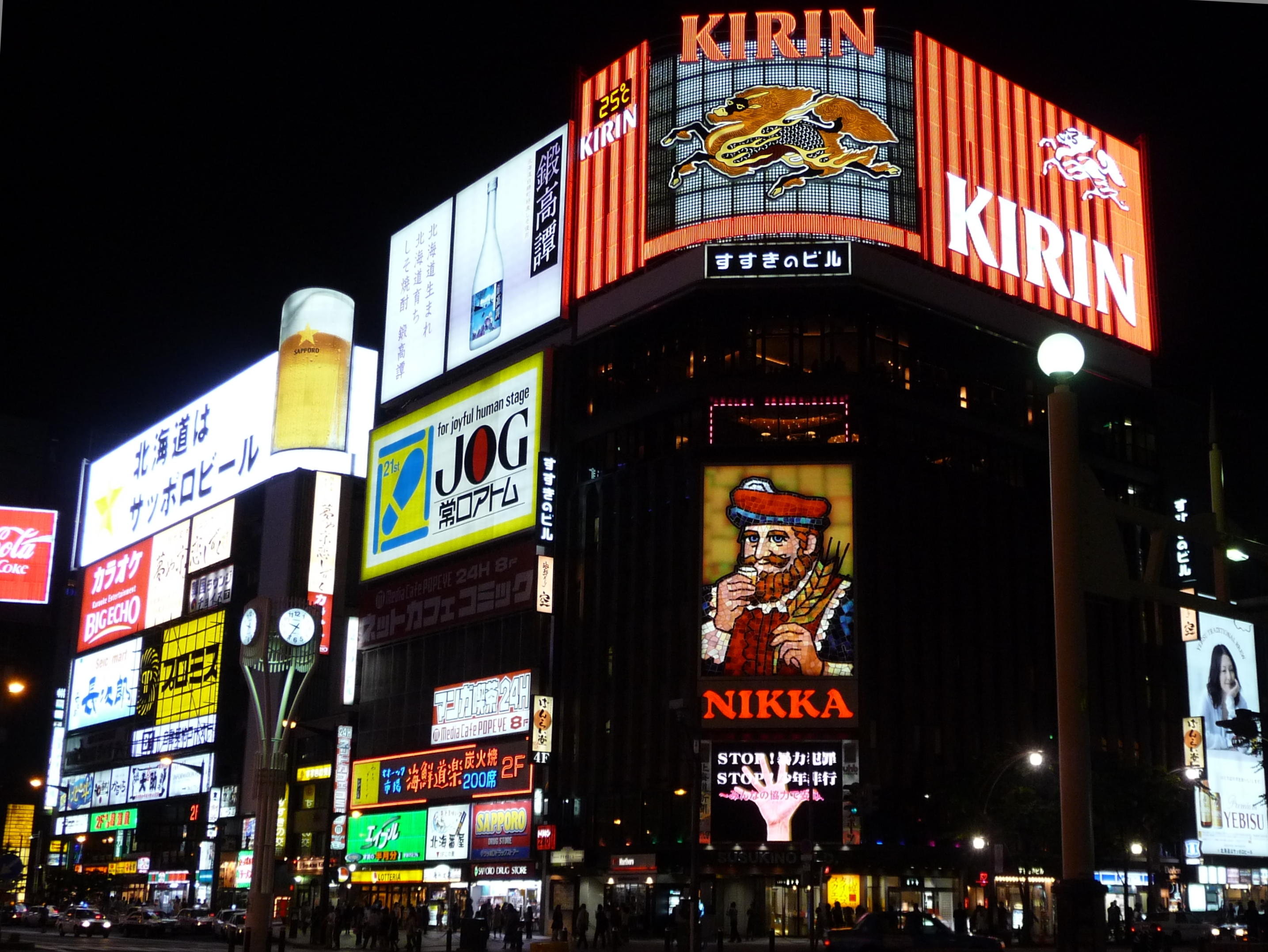
本作の舞台・ススキノの風景

『探偵はBARにいる』（たんていはバーにいる）は、日本の探偵映画のシリーズ。主演は大泉洋。東直己の推理小説シリーズ『ススキノ探偵シリーズ』を原作とする。
第1作『探偵はBARにいる』が2011年、第2作『探偵はBARにいる2 ススキノ大交差点』（たんていはバーにいるツー ススキノだいこうさてん）が2013年、第3作『探偵はBARにいる3』が2017年に公開された。第3作以外はPG12作品になっている。
アジア最北の歓楽街北海道札幌市「すすきの」のバー「ケラーオオハタ」に入り浸る、大泉洋が演じる私立探偵と、松田龍平が演じるその助手・高田が、ある事件に巻き込まれながらもその真相を追っていく、ハードボイルドもの。シリーズタイトルにもなった第1作タイトルは、『ススキノ探偵シリーズ』の第1作『探偵はバーにいる』からとられているが、この小説第1作自体は映画化されていない。監督の橋本一（第2作まで）を始めとして、脚本の古沢良太、脚本・プロデューサーの須藤泰司、音楽の池頼広と、東映・テレビ朝日製作のテレビドラマシリーズ『相棒』の主要なスタッフが参加している。

## 探偵はBARにいる（第1作）
第1作は丸の内TOEI1他全国251スクリーンで公開され、2011年9月10、11日の初日2日間で興収1億7,021万6,900円、動員12万8,800人を記録し、映画観客動員ランキング（興行通信社調べ）で初登場1位となった。特に北海道エリアの盛り上がりが大きく、道内の一部劇場では首都圏主要劇場を上回る集客数となった。このヒットを受け、続編の製作がただちに決定している。
第24回日刊スポーツ映画大賞・石原裕次郎賞を受賞し、第35回日本アカデミー賞では7部門優秀賞を受賞した。
2013年5月12日には、第2作の公開に合わせてテレビ放送されている。

### 第1作ストーリー
根城とするススキノのバー「ケラーオオハタ」に電話してきた「コンドウキョウコ」を名乗る女性の依頼で、弁護士である南を揺さぶった探偵は、帰り道「どう見てもその筋の方々」に拉致され、雪原に生き埋めにされる。辛くも脱出した探偵は、このままでは済まさないと、調査を開始する。依頼は、2年前の札幌の再開発計画絡みの放火殺人事件とその実行犯の変死、1年前の実業家、霧島敏夫の暴行殺人事件に関連すると思われたが、放火されたビルから遺体で発見されたのが「コンドウキョウコ」であったと知り、困惑する。捜査中、探偵はクラブオーナーの沙織と出会う。彼女は殺された霧島の元妻であった。
その後の捜査で放火ビルは札幌の新興暴力団「花岡組」が地上げを掛けていたことが判明し、その新聞の記事には事件から約4日後に死体で発見された田口晃が主犯だということも判明した。翌日、探偵は死んだ田口晃の両親の元を訪ねた。田口の家庭は既に崩壊しており父親は鉱山事業が閉鎖して以来ろくに働きもせず、母親の僅かな収入源のみで家計はいつも火の車であり、息子の晃はそんな父を見かねて不良の道でもある花岡組へ進んで行ったのだ。
そして探偵は花岡組のファーム「則天道場」へと足を踏み入れる。だが早々に花岡組と乱闘になり、拷問を受けていた道場の塾生を救出し難を逃れる。その後、探偵は罪を認めるよう塾生を警察に引き渡した。だが探偵はなぜ花岡組は放火ビルに地上げをかけたのか。そして霧島は誰に殺されたのか。その二つの疑問だけが残った。後日、再びコンドウキョウコから連絡が入り今度はカトウという男を呼び出して欲しいと依頼される。コンドウキョウコ曰くカトウという男が事件の鍵を握る人物であり、探偵はカトウの関連人物と連絡をとりカトウに会いに来るよう頼む。翌日、探偵は待ち合わせ場所に向かうとそこに現れたのは探偵を生き埋めにした奴らであり同時に花岡組の連中が向かって来た。コンドウキョウコが言っていたカトウという男は探偵を生き埋めにした、花岡組の若頭だったのだ。危機を感じた探偵はすぐにその場を後にし、これまでの状況を整理し始める。

### 登場人物
〈俺〉 （探偵）
本作の主人公。職業は「探偵」。高田や源ちゃんなどススキノの仲間たちからは「探偵」、「旦那」と呼ばれており氏名は明らかにされていない（原作シリーズの作中では名乗ったり名前を呼ばれる場面はあるが、描写のみで実名が出たことはない）。携帯電話は携帯しない主義のようで、行きつけのバー「ケラーオオハタ」の名刺を持ち歩き、依頼人からの連絡は店の黒電話で受けている。
「探偵は依頼人を守る」という強い信念を持ち、例えヤクザから脅されようと大男に半殺しにされようと、しつこく真実を追い続ける。
ソープの客引きからヤクザ、新聞記者など交友関係は広く、あらゆる情報網を持つ。
高田
探偵の相棒兼運転手。北海道大学農学部の助手。空手の師範代で喧嘩が強く、〈俺〉の空手の師匠でもあるが、できれば一日中寝ていたいという怠惰な性格。大学構内の一角を占拠して事実上「住んでいる」。愛車はすさまじくボロい初代ビュートで、よくエンストするため〈俺〉からは不評だが、高田は溺愛している。
〈俺〉より年下。
沙織
高級クラブ「コンチェルト」のオーナーで霧島の元妻。美人でやり手。〈俺〉は彼女こそ依頼人のコンドウキョウコではないかと思い、一度は虜になる。
霧島敏夫
札幌の経済界を牽引する「霧島グループ」社長。沙織の前夫。ススキノで勢力を拡大していた矢先、帰路で遭遇した女性の拉致未遂事件に巻き込まれ暴行により死亡する。
マキ
歌手。霧島の友人。
「皆楽会館放火事件」関係者
近藤京子
一昨年前のススキノ飲食店ビル「皆楽会館」の放火事件の被害者。依頼人の名乗る「コンドウキョウコ」と同姓同名。
近藤百合子
近藤京子の母親。霧島敏夫との間に娘・京子を産んだものの、敏夫が去ってしまい、別の男性と結婚している。
近藤恵
近藤京子の妹。京子とは異なり、結婚相手との間に産まれている。
スナック元従業員
近藤京子のスナックの元従業員。現在は外国人観光客のガイド。
田口晃
「則天道場」の元塾生。放火事件の容疑者として疑われていたが、そのさなかに変死体で発見される。死因はシンナー中毒。
田口幸平
田口晃の父。定職についている様子がない割に豪勢な暮らしをしているので、探偵から訝しがられる。実は、「則天道場」関係者が息子を殺したことを見抜いており、それをネタに花岡組を強請っていた。その後、妻とともに射殺される。
田口康子
田口晃の母。夫とともにカトウに射殺される。
〈俺〉を拉致した男 （カトウ）
札幌で一番下品なヤクザ「花岡組」の関係者らしい。南に接触した直後に〈俺〉を拉致したグループの主犯格の男。舌や耳にピアスをつけており、爪に黒のマニキュアを塗っている。また、頻繁にげっぷをする。容疑が浮上した直後に地下駐車場で銃で撃たれて死亡する。
佐山
ニセ右翼団体「則天道場」副長。同団体は暴力団「花岡組」のファーム（養成所）。当初は紳士的な態度で訪れた〈俺〉と高田をもてなすが、田口晃の名が出た途端態度を豹変させる。銃を取り出して〈俺〉を脅すが、呆気なく鼻を折られる。
則天道場の塾生
「鍛錬」 と称するリンチを受けていたが、取材を装って「則天道場」を訪れた〈俺〉と高田が起こした騒動に紛れて脱走。探偵と高田に後押しされ、警察に保護される。
岩淵恭輔
関西裏社会の黒幕である「銀漢興産」会長。
岩淵貢
岩淵恭輔の息子。「銀漢興産」社長。沙織と結婚予定。
南
裏がある大物弁護士。元検事。花岡組の法律顧問をしている。
松尾
探偵の飲み友達で、「北海道日報」の新聞記者。妻子持ちだが両刀使い。原作では第1作で〈俺〉と既に知り合っていたが、映画においては本作で初めて知り合う。
恋人との情事を写真に撮られ強請られていたが、〈俺〉に依頼して写真を回収してもらう。その際、〈俺〉は写真のデータを1つ返し忘れており、それと交換に「則天道場」の情報を聞き出した。自衛官の恋人がいたが、上官とデキて沖縄へ行ってしまったため失恋した。
源ちゃん
ソープランド「英雄好色」の客引き。〈俺〉とは知り合いであり、度々店に誘う。〈俺〉が負傷した際は見舞いに訪れた。金次第では時折有益な情報をもたらしてくれる。
峰子
〈俺〉が通う喫茶「モンデ」の看板娘。激しめの露出で〈俺〉を誘惑するが相手にされていない。〈俺〉が負傷した際には見舞いに現れ、際どいダンスを披露した。
スポーツバーのマスター
〈俺〉と松尾が取引に使ったスポーツバーのマスター。失恋した松尾に同情していた。沙織に頼まれ、〈俺〉に事件から手を引かせようとするが、挑発に乗り逆上、〈俺〉を痛めつける。
スポーツバーの店員
プロレスラーのような大男。〈俺〉を拉致し半殺しにする。寡黙。
桐原組組長
札幌の老舗のヤクザ「桐原組」組長。昔は活発だったようだが、現在では毒の抜けた好々爺になっているという。〈俺〉とは息子の家庭教師を頼んで以来の縁で、愛人との間に設けた娘の近況報告を依頼している。
相田
「桐原組」の若頭。〈俺〉とは腐れ縁。よく白目をむいて首を鳴らす。職業柄裏社会に精通しており、〈俺〉に情報提供する。サウナ好き。
ブッチョ
「桐原組」構成員。相田の子分。
大畑
〈俺〉の行きつけのバー「ケラーオオハタ」のマスター。〈俺〉が席に着くと、心得たように愛用の胃薬と煙草を出してくれる。探偵の電話番もやっている。
コンドウキョウコ
「弁護士の南に、去年の2月5日、カトウはどこにいたかを聞いて欲しい」と〈俺〉に依頼する女。依頼を引き受けてから、〈俺〉は彼女に何度も腹を立てることになるが、その反面、「依頼人」として守り抜く決心をする。「皆楽会館」放火事件の被害者と同姓同名。

### キャスト
- 〈俺〉 - 大泉洋（TEAM NACS）
- 高田 - 松田龍平
- 沙織 - 小雪
- 霧島敏夫 - 西田敏行
- 松尾 - 田口トモロヲ
- 佐山 - 波岡一喜
- 田口幸平 - 有薗芳記
- 峰子 - 安藤玉恵
- スナック元従業員 - 新谷真弓
- 近藤京子 - 街田しおん
- 則天道場の塾生 - 野村周平
- 札幌市長 - 上田文雄
- 花岡組構成員 - 賀川黒之助、瀬戸口剛
- ブッチョ - 土平ドンペイ
- 大畑 - 桝田徳寿
- コンチェルトのボーイ - 竹内和彦
- 松尾の相手 - 真島公平
- スポーツバーの店員 - 諏訪魔
- 港の女 - 片山瞳
- 立食パーティの出席者 - 小橋亜樹
- チンピラ - 安田暁、笠兼三
- 瀬川秀利
- 近藤百合子 - 竹下景子
- 田口晃 - 武井椋
- 源ちゃん - マギー
- スポーツバーのマスター - 榊英雄
- 岩淵貢 - 本宮泰風
- 近藤恵 - 吉高由里子
- 百合子の結婚相手 - 並木史朗
- 桐原組組長 - 片桐竜次
- マキ - カルメン・マキ
- 南 - 中村育二
- 田口康子 - 阿知波悟美
- 岩淵恭輔 - 石橋蓮司
- 相田 - 松重豊
- 〈俺〉を拉致した男（カトウ） - 高嶋政伸
- 小説を読みかけたままバーで寝ている男 - 東直己[10]

### スタッフ
- 監督 - 橋本一
- 脚本 - 古沢良太、須藤泰司
- 音楽 - 池頼広
- 原作 - 東直己『バーにかかってきた電話』（ハヤカワ文庫JA刊）
- 主題歌 - カルメン・マキ「時計をとめて」
- 製作 - 鈴木武幸、神山郁雄、木下直哉、日達長夫、畠中達郎、鈴井亜由美、古玉國彦、村田正敏、荻谷忠男、岩本孝一、山本晋也、大辻茂、古賀太
- エグゼクティブ・プロデューサー - 平城隆司
- 企画 - 香月純一、桑田潔
- プロデューサー - 須藤泰司、上田めぐみ、今川朋美
- キャスティングプロデューサー - 福岡康裕
- 音楽プロデューサー - 津島玄一
- ラインプロデューサー - 林周治
- 宣伝プロデューサー - 孤嶋健二郎
- 撮影 - 田中一成
- 照明 - 吉角荘介
- 美術 - 福澤勝広
- 装飾 - 大庭信正
- 録音 - 田村智昭
- 整音 - 室薗剛
- 音響効果 - 北田雅也
- 編集 - 只野信也
- アクションコーディネーター - 諸鍛冶裕太
- アクションコーディネーター補佐 ｰ 村上潤
- スチール - 奈良則孝
- 助監督 - 高橋浩
- 制作担当 - 畑山佳津子
- SPECIAL THANKS - 砂本量
- 北海道ロケ協力代表 - 札幌フィルムコミッション
- 制作プロダクション - 東映東京撮影所
- 製作 - 「探偵はBARにいる」製作委員会（東映、テレビ朝日、木下グループ、東映ビデオ、アミューズ、CREATIVE OFFICE CUE、東映チャンネル、北海道新聞社、北海道テレビ放送、メ〜テレ、朝日放送、広島ホームテレビ、九州朝日放送）
- 助成 - 文化芸術振興費補助金
- 配給 - 東映

### 作品の評価

#### 受賞歴
- 第24回日刊スポーツ映画大賞・石原裕次郎賞（2011年）[7]
  - 石原裕次郎賞
  - 助演男優賞 - 西田敏行（『ステキな金縛り』『はやぶさ/HAYABUSA』『探偵はBARにいる』）
- 第35回日本アカデミー賞（2012年発表）[8]
  - 優秀作品賞
  - 優秀脚本賞 - 古沢良太／須藤泰司
  - 優秀主演男優賞 - 大泉洋
  - 優秀助演男優賞 - 松田龍平
  - 優秀音楽賞 - 池頼広
  - 優秀録音賞 - 田村智昭／室薗剛
  - 優秀編集賞 - 只野信也

### テレビ放送
| 回数 | テレビ局   | 番組名（放送枠名）        | 放送日         | 放送時間      | 放送分数 | 視聴率 |
| ---- | ---------- | ------------------------- | -------------- | ------------- | -------- | ------ |
| 1    | テレビ朝日 | 日曜洋画劇場              | 2013年5月12日  | 21:00 - 23:10 | 130分    | 13.8%  |
| 2    | テレビ朝日 |                           | 2015年12月27日 | 25:50 - 28:00 | 130分    | 6.3%   |
| 3    | テレビ朝日 | シリーズ最新作 公開記念！ | 2017年11月25日 | 14:15 - 16:25 | 130分    | 6.8%   |

- 視聴率はビデオリサーチ調べ、関東地区・世帯・リアルタイム。

## 探偵はBARにいる2 ススキノ大交差点
『探偵はBARにいる2 ススキノ大交差点』（たんていはバーにいるツー ススキノだいこうさてん）は、2013年5月11日公開のシリーズ第2作である。原作は『ススキノ探偵シリーズ』第5作『探偵はひとりぼっち』。
日本では丸の内TOEI1他全国305スクリーンで公開され、前売り券の販売実績は前作対比170.9パーセントとなっており、公開初週の週末国内興行動員ランキング（興行通信社調べ）では初登場2位、土日2日間で動員11万7,032人、興収1億5,466万6,600円を記録した。公開5週目時点のランキングでは8位で、累計動員数66万121人、累計興収8億1,757万4,900円となった。最終興収は8.9億円。

### 第2作ストーリー
探偵の友達であるマサコがマジックの全国大会で優勝の2日後死体で発見される。探偵が調査をしていくうちに、マサコは野党の大物二世議員である、橡脇孝一郎と会っていることが解るも、橡脇を支持する有志や橡脇に恩を売ろうとする「花岡組」などに探偵は命を狙われるようになる。そんな中、河島弓子もマサコの死因を探るため札幌入りしており、探偵は弓子を依頼者として契約し、追っ手を避けながら事件の真相に近づいていく。橡脇と対峙し、元恋人であるマサコと再会したという言質は取るも、マサコ殺しの犯人はわからずじまいに終わりかかるが、泥酔した「学生」が犯行を告白、一気に酔いが覚めて逃走するも直後に交通事故死する。マサコの実妹だった弓子は橡脇を仇と誤認し、彼を刺殺しようとするが、既の所で探偵に止められた。

### 登場人物（第2作）
マサコちゃん
ゲイバー「トムボーイズ・パーティー」のホステス。本名は常田鉄之輔。
趣味で始めたマジックが高じてテレビの全国大会で優勝。ススキノで凱旋パーティーを盛大に開いたその翌日に死体で発見される。
河島弓子
気鋭の美人ヴァイオリニスト。ホストクラブで豪遊するなどの奇行がゴシップ記事の標的となっている。マサコちゃんが熱心に応援していた。
フローラ
「トムボーイズ・パーティー」のママ。本名は靖太郎。よく本名で呼ぶ高田には激怒する。
ヒロミ
「トムボーイズ・パーティー」のホステス。
トオル
「トムボーイズ・パーティー」の元ホステス。マサコちゃんと一番仲が良く、弟のように可愛がられていた。出身は室蘭市。
モツ
ススキノの客引き。名前の由来はモツが好きなため。
学生
ススキノの客引き。名前の由来は見た目が学生に見えるため。妻と子供がいるが、妻をピンサロで働かせて子供には暴力を振るっている。ギャンブル狂い。
野球男
謎のマスク集団を率いて探偵の命を狙う。拷問でバットを振る際に外国人選手を形容するが、「バース」、「マルカーノ」など例えが古い。
橡脇孝一郎
北海道選出で野党の大物二世議員。反原発運動の急先鋒。両刀使いとの噂がある。
新堂艶子
橡脇の後援会長。亡き先代（橡脇の父）の元愛人。橡脇のためならどんなダーティな手段も厭わない。

### キャスト（第2作）
- 〈俺〉 - 大泉洋（TEAM NACS）
- 高田 - 松田龍平
- 河島弓子 - 尾野真千子、新堂結菜（幼少期）
- 松尾 - 田口トモロヲ
- 佐山 - 波岡一喜
- 泥酔男 - 池内万作
- 峰子 - 安藤玉恵
- トオル - 冨田佳輔
- ブッチョ - 土平ドンペイ
- ヒロミ - 佐藤かよ
- 札幌市長 - 上田文雄
- 大畑 - 桝田徳寿
- 看護師 - 吉本菜穂子
- 室蘭の住人 - 戸井田稔、阿部光子
- 弓子のマネージャー - 青山勝
- 室蘭の警官 - 大下宗吾
- フローラ - 篠井英介
- マサコちゃん（常田鉄之輔） - ゴリ（ガレッジセール）、中島凱斗（幼少期）
- 野球男 - 矢島健一
- バーのイベント司会者 - 今村一誌洋
- マスコミ関係者 - 笠兼三、北島美香
- ケラーオオハタの客 - 中山峻
- 橡脇の父 - 児玉頼信
- 源ちゃん - マギー
- 橡脇の秘書 - 永倉大輔
- 極上女 - 麻美ゆま
- モツ - 徳井優
- 学生 - 近藤公園
- 新堂艶子 - 筒井真理子
- 桐原組組長 - 片桐竜次
- 相田 - 松重豊
- 橡脇孝一郎 - 渡部篤郎[13]
- ベッドで酒を飲む入院患者 - 東直己[14]

### スタッフ（第2作）
- 監督 - 橋本一
- 原作 - 東直己『探偵はひとりぼっち』（ハヤカワ文庫）
- 脚本 - 古沢良太、須藤泰司
- 音楽 - 池頼広
- 主題歌 - 鈴木慶一とムーンライダーズ「スカンピン」
- 製作 - 白倉伸一郎、平城隆司、木下直哉、日達長夫、畠中達郎、鈴井亜由美、香月純一、村田正敏、樋泉実、岩本孝一、山本晋也、大辻茂、笹栗哲朗、早川浩
- 企画 - 有川俊、桑田潔
- プロデューサー - 須藤泰司、栗生一馬、大川武宏、八木征志
- キャスティングプロデューサー - 福岡康裕
- 音楽プロデューサー - 津島玄一
- ラインプロデューサー - 林周治
- 宣伝プロデューサー - 孤嶋健二郎
- 撮影 - 田中一成
- 照明 - 吉角荘介
- 美術 - 福澤勝広
- 装飾 - 大庭信正
- 録音 - 田村智昭
- 整音 - 室薗剛
- 音響効果 - 柴崎憲治
- 編集 - 只野信也
- アクションコーディネーター - 諸鍛冶裕太
- スチール - 奈良則孝
- 助監督 - 倉橋龍介
- 製作担当 - 曽根晋
- 北海道ロケ協力代表 - 札幌映像機構
- 制作プロダクション - 東映東京撮影所
- 配給 - 東映
- 製作 - 「探偵はBARにいる2」製作委員会（東映、テレビ朝日、木下工務店、東映ビデオ、アミューズ、CREATIVE OFFICE CUE、東映チャンネル、北海道新聞社、北海道テレビ放送、メ〜テレ、朝日放送、広島ホームテレビ、九州朝日放送、早川書房）

### 作品の評価（第2作）

#### 受賞歴（第2作）
- 第37回日本アカデミー賞[15]
  - 優秀助演男優賞 - 松田龍平
  - 優秀助演女優賞 - 尾野真千子

### テレビ放送
| 回数 | テレビ局   | 番組名（放送枠名）     | 放送日         | 放送時間      | 放送分数 | 視聴率 |
| ---- | ---------- | ---------------------- | -------------- | ------------- | -------- | ------ |
| 1    | テレビ朝日 | 日曜洋画劇場           | 2014年5月11日  | 21:00 - 23:10 | 130分    | 10.2%  |
| 2    | テレビ朝日 | 日曜洋画劇場           | 2015年6月28日  | 21:00 - 23:10 | 130分    | 6.3%   |
| 3    | テレビ朝日 | 最新作大ヒット公開中！ | 2017年12月29日 | 25:20 - 27:30 | 130分    | 2.2%   |

- 視聴率はビデオリサーチ調べ、関東地区・世帯・リアルタイム。

## 探偵はBARにいる3
『探偵はBARにいる3』（たんていはバーにいるスリー）は、2017年12月1日公開のシリーズ第3作である。監督は吉田照幸に交替している。『ススキノ探偵シリーズ』を基にした映画オリジナルストーリーであるが、小説第1作『探偵はバーにいる』から一部設定を引用している。前作まではPG12であったが、本作はG指定になっている。
第2作の公開中に第3作制作が決定していたが、4年後の2017年に撮影に向け本格始動し、2月1日に製作会見が行われ、2月12日にクランクインとなった。
キャッチコピーは「命を燃やすものは、あるか？」。

### 登場人物（第3作）
岬マリ
モデル事務所「ピュアハート」のオーナーを務める美女。北城と繋がりを持つ。
北城仁也
「北城グループ」の社長。「花岡組」と杯を交わしているが、表向きは慈善活動を勤しんでいる。札幌経済界のホープとも称される。
諏訪麗子
原田の彼女。道央女子大学家政科2年。モデル事務所「ピュアハート」でアルバイトをしている。
原田誠
北大生で高田の後輩。彼女である諏訪麗子が失踪したため、高田を通して〈俺〉に調査を依頼する。
モンロー
かつてススキノの女王と呼ばれた元娼婦。〈俺〉とは旧知の仲。現在は漁港の食堂で働き、結婚して子供も授かっている。
波留
北城の部下。前作まで無敗を誇っていた高田を圧倒する程の実力を持つ。常に不敵な笑みを浮かべている。
工藤啓吉
北城の部下。岬マリと共に行動することが多い。
椿秀雄
北城の右腕。株式会社「北城水産」の取締役。保冷トラックを運転していたところ、何者かに射殺された。
教頭先生
ススキノの店を知り尽くす風俗王。ある一件から〈俺〉に弱みを握られ、今回の調査に協力させられる。

### キャスト（第3作）
- 〈俺〉 - 大泉洋（TEAM NACS）
- 高田 - 松田龍平
- 岬マリ - 北川景子
- 諏訪麗子 - 前田敦子[17]
- 松尾 - 田口トモロヲ
- 波留 - 志尊淳
- 原田誠 - 前原滉
- 工藤啓吉 - 斎藤歩
- 椿秀雄 - 坂田聡
- 源ちゃんの舎弟 - 金子大地
- アルバイト店員 - 藤原季節、小西麻里菜
- 篠原里美 - 横山芽生
- 篠原尚美 - 田山由起
- モンローの夫 - 笠兼三
- 聖子ちゃん - 小島達子
- 大学教授 - 松本直人
- マリ似の女 - 利水翔
- バーテンダー - 本間一慶
- モンデの客 - 藤尾仁志（オクラホマ）、河野真也（オクラホマ）、東直己
- 源ちゃん - マギー
- 峰子 - 安藤玉恵
- ブッチョ - 土平ドンペイ
- 大畑 - 桝田徳寿
- 北城の部下 - 天山広吉
- 栗山英樹 - 本人（北海道日本ハムファイターズ監督）
- 秋元克広 - 本人（札幌市長）
- ヤンヤン - 今村美乃
- アカネママ - 高橋美津子
- ホステス - 小川あゆ美
- トークイベント司会者 - 油矢紗也香
- フローラ - 篠井英介
- 教頭先生 - 正名僕蔵
- 事務所マネージャー - 野間口徹
- 桐原組組長 - 片桐竜次
- モンロー - 鈴木砂羽
- 相田 - 松重豊
- 北城仁也 - リリー・フランキー[17]

### スタッフ（第3作）
- 監督 - 吉田照幸
- 原作 - 東直己「ススキノ探偵」シリーズ（ハヤカワ文庫）
- 脚本 - 古沢良太
- 製作 - 多田憲之、亀山慶二、木下直哉、間宮登良松、畠中達郎、伊藤亜由美、香月純一、樋泉実、狩野隆也、山田裕之、広瀬兼三、吉村和文、伊藤裕章、森君夫、早川浩
- 企画プロデュース - 須藤泰司
- Co.エグゼクティブプロデューサー - 佐々木基
- プロデューサー - 栗生一馬、川田亮、八木征志
- キャスティングプロデューサー - 福岡康裕
- 音楽プロデューサー - 津島玄一
- ラインプロデューサー - 林周治
- 撮影 - 田中一成
- Bカメラ - 古長真也
- 照明 - 吉角荘介
- 美術 - 福澤勝広
- 装飾 - 大庭信正
- 録音 - 田村智昭
- 整音 - 小林喬
- 音響効果 - 北田雅也
- 編集 - 只野信也
- 音楽 - 池頼広
- 主題歌 - はちみつぱい「大寒町」
- 挿入歌 - はちみつぱい「大道芸人」
- スタントコーディネーター - 辻井啓伺、出口正義
- 視覚効果 - 豊直康
- スクリプター - 北濱優佳
- スチール - 奈良則孝
- 助監督 - 増田伸弥
- 製作担当 - 曽根晋、片平大輔
- 配給 - 東映
- 製作 - 「探偵はBARにいる3」製作委員会（東映、テレビ朝日、木下グループ、東映ビデオ、アミューズ、CREATIVE OFFICE CUE、東映チャンネル、北海道テレビ放送、メ〜テレ、朝日放送、北海道新聞社、ダイバーシティメディア、広島ホームテレビ、九州朝日放送、早川書房）

### 作品の評価（第3作）

#### 受賞歴（第3作）
- 第41回日本アカデミー賞[18]
  - 優秀主演男優賞 - 大泉洋
  - 優秀助演男優賞 - 松田龍平
  - 優秀助演女優賞 - 北川景子

## 関連商品

### Blu-ray / DVD
発売元は東映 / 東映ビデオ、販売元はアミューズソフトエンタテインメント。

#### 第1作
2012年2月10日発売。
- 探偵はBARにいる 通常版（1枚組）
  - 映像特典
    - 特報・劇場予告編

  - 音声特典
    - オーディオコメンタリー「スタッフもBARにいる」（監督：橋本一×脚本・プロデューサー：須藤泰司×編集：只野信也）
- 探偵はBARにいる 探偵はここにいる! ボーナスパック（3枚組）
  - ディスク1：本編ディスク（通常版と同様）
  - ディスク2：特典DVD1
    - 「『探偵は現場にいる』大泉洋in『探偵はBARにいる』」抱腹絶倒! 撮影現場に完全密着ドキュメント

  - ディスク3：特典DVD2
    - キャスト&スタッフインタビュー
    - 完成披露舞台挨拶
    - 初日舞台挨拶
    - 大ヒット御礼舞台挨拶
    - TVスポット集・プロモーション映像集
    - ポスターギャラリー

  - 初回限定特典
    - 紙マッチ型ポストイット
    - 特製スリーブケース

#### 第2作
2013年11月1日発売。
- 探偵はBARにいる2 ススキノ大交差点 通常版（1枚組）
  - 映像特典
    - 特報・劇場予告編集
- 探偵はBARにいる2 ススキノ大交差点 ボーナスパック（3枚組）
  - ディスク1：本編ディスク（通常版と同様）
  - ディスク2：特典DVD1
    - 『あなたも探偵2（つう）になれるメイキング!』『探偵はBARにいる2 ススキノ大交差点』撮影現場に完全密着!

  - ディスク3：特典DVD2
    - キャスト&スタッフインタビュー
    - イベント映像集
      - 完成披露記者会見
      - 完成披露舞台挨拶
      - 初日舞台挨拶
      - 大ヒット御礼舞台挨拶

    - TVスポット集
    - プロモーション映像集
      - 公開記念スペシャル「探偵はBARにいる2」『探偵2』を探偵する
      - 2分 アクション編 公開前
      - 5秒 キャッチ集
      - 3秒 キャッチ集

    - ポスターギャラリー

  - 初回限定特典
    - 解説書（16P）
    - 特製スリーブケース

#### 第3作
2018年6月13日発売。
- 探偵はBARにいる3 通常版（1枚組）
  - 映像特典
    - 特報・劇場予告編集
- 探偵はBARにいる3 ボーナスパック （3枚組）
  - ディスク1：本編ディスク（通常版と同様）
  - ディスク2：特典DVD1
    - メイキング映像
    - インタビュー集

  - ディスク3：特典DVD2
    - イベント映像集
    - プロモーション映像集
    - ポスターギャラリー

  - 初回限定特典
    - A5クリアファイル2枚セット

### 書籍
- 公式解説本
  - 『「探偵はBARにいる」公式調査報告書 探偵はYOUである』（エンターブレインムック）ISBN 978-4047275669
  - 『「探偵はBARにいる2 ススキノ大交差点」 公式調査報告書 探偵はYOUである2』（エンターブレインムック）ISBN 978-4047289581
- 写真集
  - 「探偵はBARにいる」VISUAL BOOK 製作委員会『「探偵はBARにいる」VISUAL BOOK』 (メディアファクトリー〈ダ・ヴィンチブックス〉）ISBN 978-4840142151
  - 箭内道彦（写真）『探偵 大泉洋 写真集 探偵は写真の中にいる。』（ワニブックス）ISBN 978-4847045424

### 漫画
藤井明美により漫画化され、第1作が集英社『YOU』2011年18号および19号、第2作が『YOU』2013年5月号および6月号に掲載された。2013年5月15日に単行本化された。
- 藤井明美（作画）・東直己（原作）・古沢良太、須藤泰司（脚本） 『探偵はBARにいる』 集英社〈マーガレットコミックス〉（全1巻、2013年5月15日発売[21]）ISBN 978-4-08-845037-7

### 第3作ノベライズ
映画オリジナルのストーリーである『探偵はBARにいる3』が、森晶麿によってノベライズされ、原作の『ススキノ探偵シリーズ』と同じ早川書房から刊行されている。
- 東直己（原作）、古沢良太（脚本）、森晶麿（ノヴェライズ）『探偵はBARにいる3』 早川書房〈ハヤカワ文庫JA〉 （2017年11月7日発売）ISBN 978-4150313036